# Plakortis galapagensis
Plakortis galapagensis är en svampdjursart som beskrevs av Desqueyroux-Faúndez och van Soest 1997. Plakortis galapagensis ingår i släktet Plakortis och familjen Plakinidae.
Artens utbredningsområde är havet kring Galapagosöarna. Inga underarter finns listade i Catalogue of Life.